# 東北陸軍講武堂

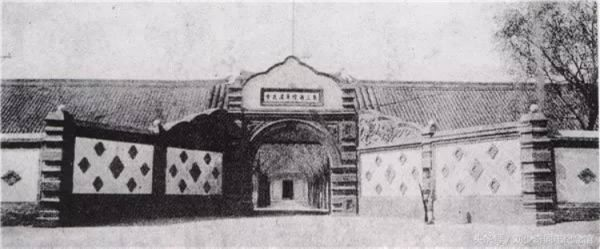
東北陸軍講武堂正門

東北陸軍講武堂（とうほくりくぐんこうぶどう）は、清朝末期から中華民国（北京政府）期にかけて奉天に存在した陸軍軍官学校である。その時期によって盛京講武堂（奉天講武堂）・東三省講武堂・東三省陸軍講武堂・東北陸軍講武堂と名を変えるが、一貫して中国の近代軍隊の充実のため日本でいう陸軍士官学校に相当する役割を担っており、最盛期には雲南陸軍講武堂・保定陸軍軍官学校・黄埔軍官学校と並んで「四大軍官学校」とも称された。1931年の満州事変によって奉天が日本軍の占領下に置かれると共に消滅した。

## 変遷

### 清朝期
東北陸軍講武堂の前身は1906年に清朝の盛京将軍趙爾巽が創立した盛京講武堂 である。1907年に盛京将軍が東三省総督に改名されて初代総督として袁世凱の肝煎りで徐世昌が着任してくる。徐世昌は袁世凱の北洋軍閥の強大化を図るために、1908年8月に盛京講武堂を東三省講武堂と改名、奉天陸軍小学堂房舍内に移転させ更に拡充を行った。
1911年に辛亥革命が勃発すると、奉天では革命軍の北伐に備える必要があったため、東三省講武堂は一時閉鎖になる。しかし1912年2月、再登板していた趙爾巽と中華民国政府の間で和議が成立し、東三省講武堂は再度開校する。だが、結局1915年に閉鎖される。

### 中華民国期
1918年の末、それまで北洋政府中央で政権闘争を繰り返す安徽派・直隷派等の軍閥と一定の距離を保ちつつ力を蓄えていた張作霖が安福国会の末に東三省巡閲使に就任する。中国東北部を手中に収めた張作霖の奉天派は日本の支援もあって急速に軍備を拡大する。しかし奉天軍を指揮する将官は圧倒的に不足しているため、1919年2月に『奉天派のための軍官学校』として奉天陸軍講武堂に改称した上で再度開校される。また翌年には、東三省陸軍講武堂と改称された。張作相を堂長に、熙洽を教育長とした。孫旭昌を総隊長として学員4個区隊が編成された。郭松齢はかつてここで教官をしていた。1920年ごろ、郭松齢の提言により、将兵の中でも特に秀でた者の選抜育成のため、軍官教育班・軍官教導団および軍士教導隊を設置。
1924年の第2次奉直戦争によって張作霖の奉天派は北京政府中央に進出するまでに成長した。だが教育機関としての東三省陸軍講武堂は年間400名程度を輩出するほどの規模でしかなく、奉天軍の現場から見れば圧倒的に士官不足の状態にあった。そこで1927年6月、張作霖は北京黄寺に講武堂の分校を創設した。
1927年6月、張作霖が北京政府を掌握し安国軍政府を組織し、奉天軍は名実ともに東三省だけの軍閥ではなくなると、同年9月に東三省陸軍講武堂は東北陸軍講武堂に改称された。さらに張作霖が陸海軍大元帥に就任した後の1928年3月には「東北」の文字を削除して陸軍講武堂にまで改称した。6月、安国軍第3・4方面連合軍団陸軍高等军事研究班を管轄下に置く。
1928年6月4日、国民党軍に敗れて奉天に落ち延びようとした張作霖が爆殺される（張作霖爆殺事件）。北京を失った奉天派は張学良が継承し、陸軍講武堂は再び東北講武堂に改称される。また9月、奉天派の軍事教育機構を統一するために元々の東北講武堂を小東辺門より東大営に移転し「東北講武堂遼寧本校」とし、黒竜江・熱河に相次いで分校を創設した。
1931年9月18日からの満州事変により関東軍との武力衝突が発生する。既に1928年12月の段階で易幟によって国民党と和解していた張学良は10月下旬までの間に東北講武堂を北京に移転させる。だが11月上旬、講武堂から「眼前の困難により再開の目途は立たない。東北講武堂は閉鎖とする。学生は全員卒業とし、原隊に復帰せよ」 という宣言が発せられる。事実上の東北講武堂の消滅である。
現在、敷地4000平方メートルのうち伝統的な青磚瓦房様式の正門など主要建物730平方メートルが現存し、東北陸軍講武堂旧址紀念館として開館している。

## 主な教官
- 歴代正監督（堂長）
  - 張作相（1919.2任）
  - 張作霖（1922兼）
  - 張学良（1922任）
- 副監督
  - 周濂（中国語版）（1919.2 - ）
- 教育長
  - 熙洽（1919.2-1922.4）
  - 蕭其煊（1922.4-1925.9）
  - 朱継先（1925.9-1927.6）
  - 張厚琬（1927.6-1930.12）
  - 王瑞華（1930.12-1931.9）
- 総隊長
  - 孫旭昌
  - 張厚琬
- 区隊長
  - 2期騎兵区隊：郭希鵬（中国語版）
- 戦術教官
  - 郭松齢（1919.2任）
- 武術教官
  - 傅剣秋（中国語版）
- 軍官教育班教育長
  - 劉翰東（砲兵軍士教導隊隊長兼任、1926.9 -）
- 高等軍事研究班
  - 教育長：李端浩（1928年6月～）
  - 教育処長：韓剣秋

## 主な卒業生
張学良、孫烈臣、湯玉麟はこの学校の卒業生である。その他に呂正操、馬本齋、万毅がいる。作家の蕭軍はかつてここに入学したが、殴り合いをして除名されている。

### 東三省講武堂
- 孫烈臣（騎兵科）、張景恵、湯玉麟、張作相（騎兵科）（1910年）
- 闞朝璽（歩兵科、1913年）
- 于芷山（騎兵科、1914年4月入学）
- 郭希鵬（中国語版）（騎兵科、1915年？）
- 時期不明：丁喜春、高維嶽、張海鵬

### 東三省陸軍講武堂
1期（1919年入学、1920年卒業）
- 歩兵科：鮑毓麟（中国語版）、張廷枢、馮占海
- 砲兵科：張学良
- 騎兵科：張樹森

2期（1920年5月入学、1921年卒業、352名）
- 歩兵科：穆春、王徳林、黄師岳、常経武

3期（1921年5月入学、1922年卒業、391名）
- 黄顕声（中国語版）（砲兵科）

4期（1922年10月入学、1923年卒業、335名）
5期（1924年1月入学、1925年10月卒業、324名）
- 歩兵科：呂正操、馬本齋、邵文凱

6期（1926年8月入学、1928年12月卒業、406名）
- 賈陶（中国語版）、唐聚五（中国語版）

7期（1927年3月入学、1928年卒業、968名）
- 蕭軍（中国語版）（退学）、于権伸（中国語版）（分校1期）

8期（1928年入学）9月
9期（1930年卒業）
- 万毅（中国語版）（歩兵科）、楊有山（中国語版）

10期（1930年卒業）
- 王伯祥、趙東寰（中国語版）
- 鄭桂林

## 参考
- 「百年を経た東北講武堂旧跡、大難を生き延びて保留される。」(『瀋陽日報』2007年6月23日：曲晟) 中国語
- 「東北講武堂-東北の黄埔軍官学校(上)」(『遼瀋晩報』2007年11月2日：李雲濤) 中国語
- 「東北講武堂-東北の黄埔軍官学校(下)」(『遼瀋晩報』2007年11月9日：李雲濤) 中国語
- 郭君、訾喜升、葛風杰主編『張学良将軍画傳』遼寧教育出版社、1993年6月。ISBN 7-5382-2118-2。